# Georgiska viner
Georgiska viner är viner tillverkade i Georgien, Sydkaukasus. Georgien är känt för sitt traditionella orangevin vars tillverkningsmetod, kvevrimetoden, uppmärksammades av UNESCO som ett gemensamt mänskligt immateriellt kulturarv år 2013. Georgien har också en mat och dryckestradition, supra, som utnämndes av UNESCO till ett gemensamt mänskligt immateriellt kulturarv 2017. På georgiska heter vin ghvino och skrivs ღვინო.

## Historia

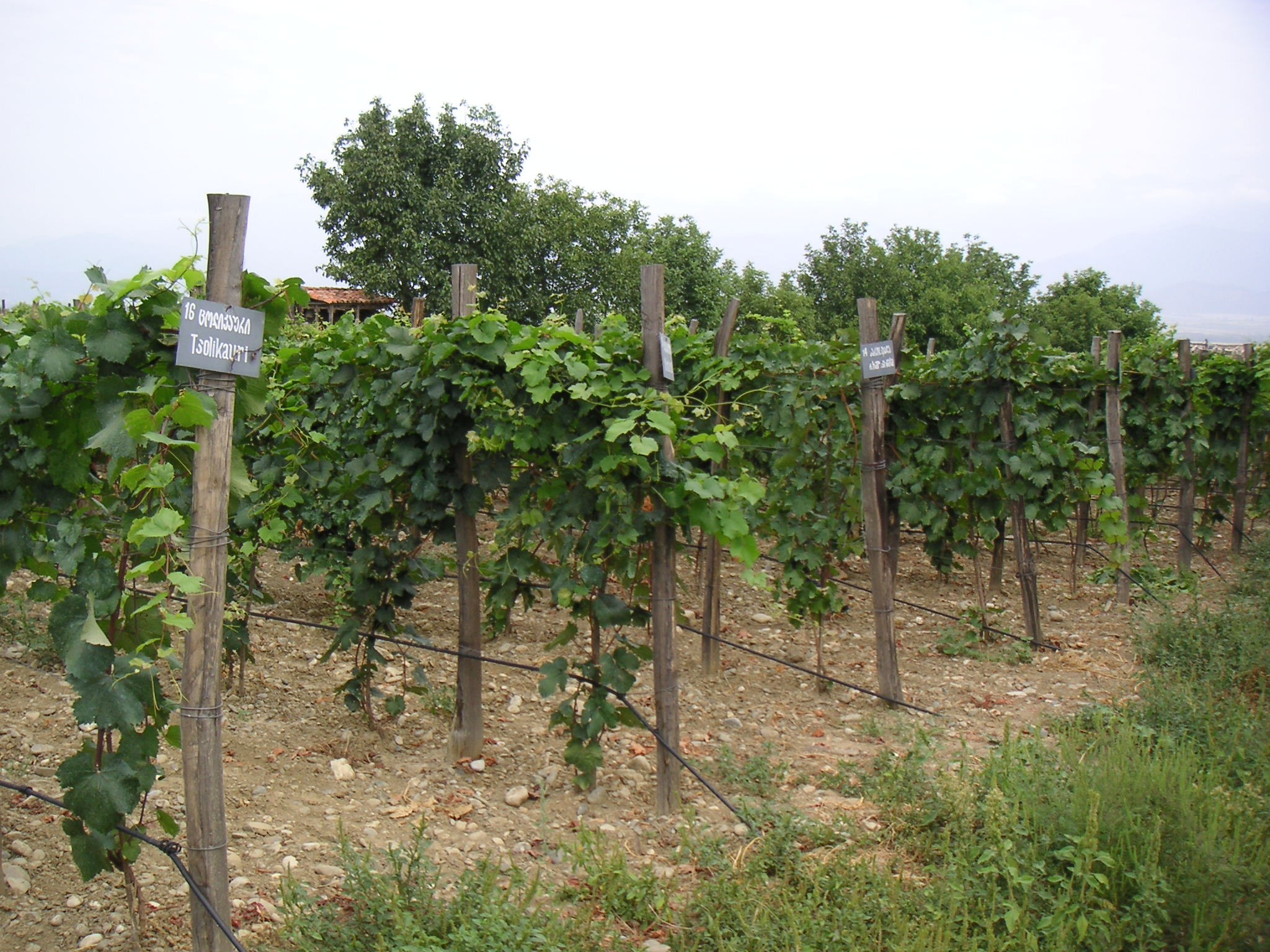
Vinodling i Georgien

Georgien har en av världens äldsta vintraditioner och en mycket intressant vinhistorik. Experter räknar Kaukasusområdet och Armenien som vinets geografiska ursprung. I närheten av den lilla staden Marneuli har arkeologer hittat lerkärl som användes för vintillverking för ca. 8000 år sedan. Denna typ av lerkärl används än idag och kallas för kvevri.

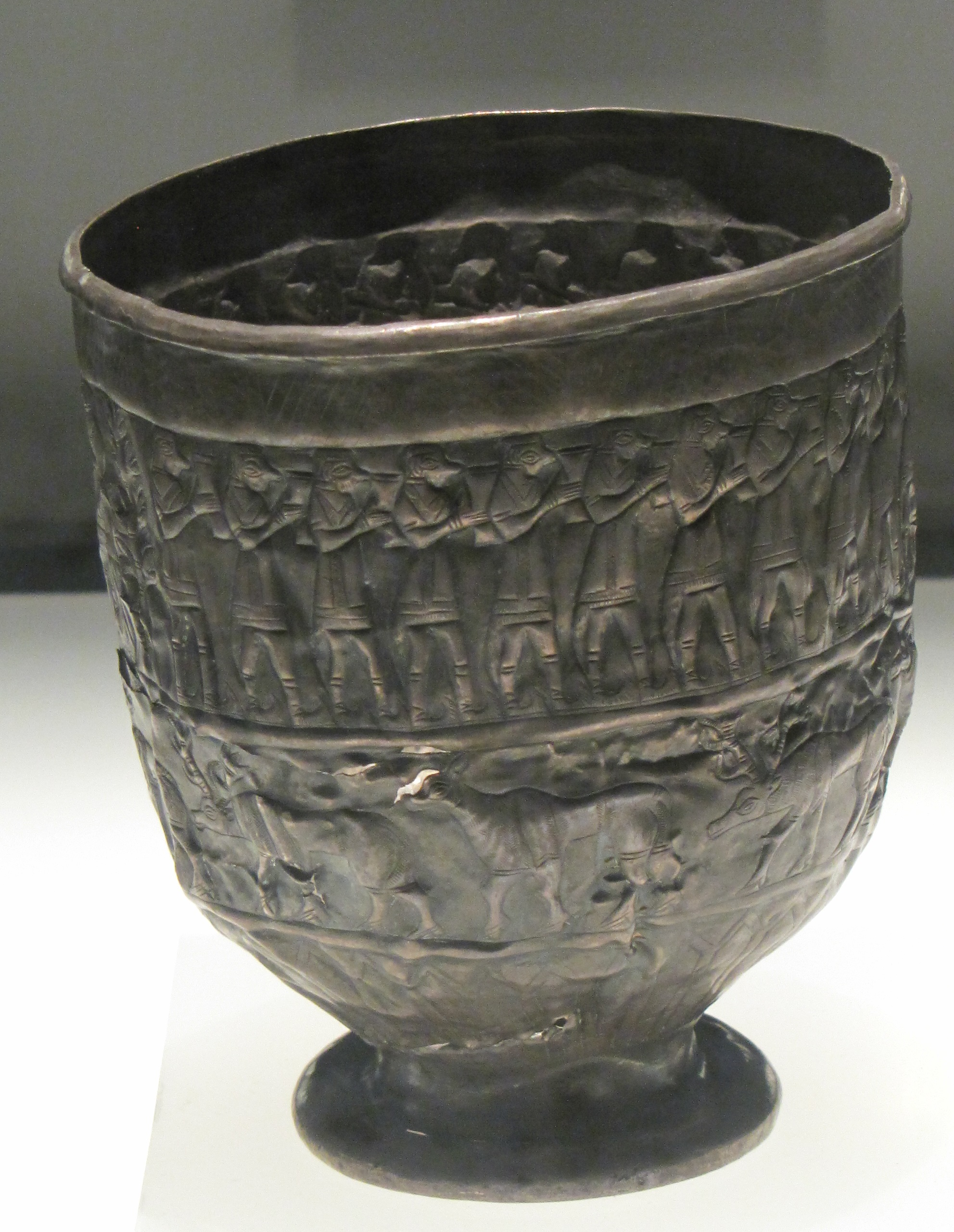
Trialetikalken. Ett dryckeskärl från ca 1800 f.Kr. med avbildning av en dryckesceremoni. Idag på Georgiens nationalmuseum.

När vinodlingen tog sin början var den tämligen oorganiserad och man hjälpte helt enkelt de vilda vinrankorna upp i träden, en metod som på georgiska kallas maghlari. Nästa steg i den historiska utvecklingen kallas olikhnari och det är under detta stadium man börjar bygga ställningar och liknande, som vinet kunde klättra i. Det sista steget, ungefär vad vi ser idag, kallas dablari, och denna metod innebär både gallring av klasar, beskärning, stora sammanhållna fält och jordbearbetning. Den sista fasen av utvecklingen nåddes långt innan vår tideräknings början. Den arkeologiska kultur som rådde i Kaukasus för 8000 år sedan går under namnet Shulaveri-Shomo. Den följs av Kura-Araxes som i sin tur avlöses av Trialeti. Den grotta i Armenien som är känd som världens äldsta "vinfabrik" (Areni-1) var i bruk under tiden för Kura-Araxes. Därefter sprids kunskapen om vin från Kaukasus till Egypten, Bulgarien (Thrakien), Kreta och Grekland, sedan till Romarriket o.s.v.
Under 1800-talet e.Kr. skedde en del kontakter med Västeuropa. Godset Tsinandali och greve Alexander Tjavtjavadze (1786-1846) var ledande med bl.a. tillverkning av ett torrt vitt vin som var en blandning av druvorna Rkatsiteli och Mtsvane, vilka jästes och lagrades på importerade franska ekfat. (Torr vit Tsinandali tillverkas fortfarande). Det skedde också kontakter med England och en liten invandring av tyskar innebar nya druvor och nya metoder, bland annat infördes druvan muscat.
Georgisk vinproduktion kom också att drabbas av många motgångar. Mongolernas plundringar på 1220-talet var en av de första. Timur Lenk skövlade likaså han i slutet av 1300-talet. Under andra halvan av 1800-talet skulle det dock bli riktigt illa då tre obehagliga överraskningar kom från Amerika. Den första var svampsjukdomen Oidium som anlände till Europa 1845. År 1879 anländer en annan skadlig svamp, Mildiou. Sjukdomarna kom till Georgien något senare än till Västeuropa. Den absolut värsta överraskningen kom dock till Europa runt 1863 och det var phylloxera, vinlusen. Men även Georgien skulle införa nya resistenta amerikanska grundstammar att ympa sina egna sorter på, men landet fick inte bukt med lusen förrän på 1930-talet.
En kvalitativ motgång kom med Sovjetunionen och dess strävan efter kvantitet. Många lokala små sorter slutade att odlas och mycket hantverkskunnande försvann då hela jordbrukssektorn industrialiserades. Dessutom inleddes den sovjetiska perioden med att många godsägare och präster rensades ut, mördades eller sändes till Sibirien. Med dem följde kunskapen. De sovjetiska ledarna bestämde i början att det bara skulle odlas fyra olika druvsorter (samma antal beslutades om ost). Kyrkorna blev garage för jordbruksmaskiner och kvevrikrukor användes för smörjolja och kemikalier. 
En sista motgång under den sovjetiska eran var Gorbatjovs anti-alkoholkampanj på 1980-talet. Då förstördes många odlingar och landet gick från 150 000 hektar till betydligt mindre. Gorbatjov blev således mycket impopulär och det hela sågs som en kulturell förolämpning. Efter Sovjetunionens kollaps följde ett inbördeskrig under 1990-talet och statistik från den perioden är inte tillgänglig, men det är känt att många odlingar övergavs. 

## Tillverkning och export
2006 tillverkade Georgien vita och röda viner, mousserande viner och dessertviner. Drycker var då Georgiens största exportvara och förutom vin tillverkades juicer, te, mineralvatten (Bordjomi och Nabeglavi), brandy, likör, vodka och öl. En georgisk specialitet är tjatja, d.v.s. grappa.
2001 hade Georgien 60 000 hektar vinodlingar som gav 170 000 ton druvor. Detta gav 190 000 kubikmeter rött och vitt vin, 880 kubikmeter mousserande vin, 710 kubikmeter brandy och 5 700 kubikmeter likör (Enligt DN 2006). Enligt experten på Georgiskt vin, MW Lisa Granik, var arealen 40.000 hektar år 2010. Dessa motstridiga fakta antyder att uppgifter från Georgien i början av 2000-talet är mycket osäkra, men vinsektorn blir stadigt bättre och ordningen i landet tilltar.
Georgien var den dominerande vinproducerande sovjetrepubliken (följt av Moldavien) och tillverkade 55 procent av alla viner i Sovjetunionen. Efter unionens upplösning minskade produktionen drastiskt eftersom den ryska marknaden avtog. Efter Sovjets kollaps satsade Georgien allt mer på export till nya marknader som USA, Israel, Korea, Japan och EU. Ryssland var dock 2005 det största exportlandet. I maj 2006 förbjöd Ryssland import av georgiskt vin och mineralvatten. Anledningen var politiskt spel länderna emellan. 2008 utbröt fullskaligt krig mellan Georgien och Ryssland.
Ett par vingårdar i Georgien delägdes och drevs av svenska bolag 2006 (bland annat East Capital och Georgian Wine Legacy AB), vilket innebar att georgiska viner började skymtas både i butiker och på Systembolagets beställningssortiment. Vid en sökning hos Systembolaget på "Georgien" år 2023 återfinns 69 produkter.

## Druvor

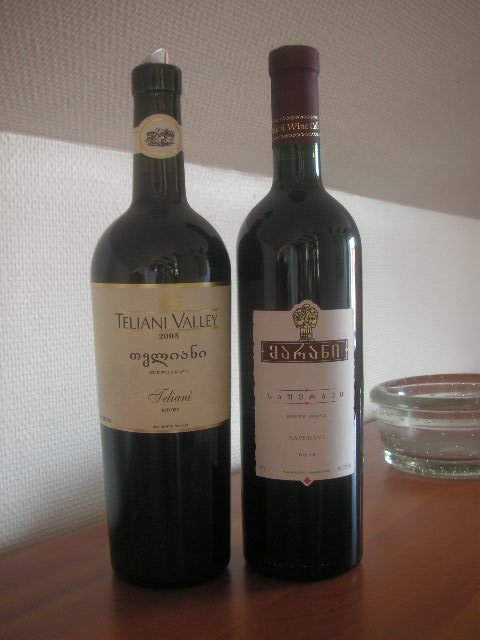
Två röda viner från Kachetien gjorda på druvorna Cabernet Sauvignon respektive Saperavi. På den högra flaskan står det bl.a. marani vilket ungefär motsvarar det franska "chateau". I detta fall är det ett varumärke som ägs av ett av de riktigt stora vinföretagen i Georgien.

I Georgien odlas över 500 olika druvsorter men det är bara runt 40 som är kommersiellt användbara (2020). Omkring 80 procent av druvorna som odlas är vita. Den vanligaste druvan är Rkatsiteli som utgör ungefär 75 procent av allt vitt vin. (2006). Saperavi är den vanligaste blå druvan. Båda dessa druvor och fler därtill finns tillgängliga på Systembolaget i Sverige i sakta men säkert ökande grad, allteftersom intresset för georgiskt vin börjar tillta i vinkretsar. Ytterligare intressanta druvor är bland annat de gröna Mtsvane, Tsolikouri, Tsitska, Chinuri och Kisi. Bland de blå återfinns bl.a. Aleksandrouli, Tavkveri, Ojaleshi och Shavkapito, där den sistnämnda var på gränsen till utrotning 2004. Den skall ha buteljerats till försäljning 2009, vilket var första gången på över hundra år. Det odlas också utländska druvor, exempelvis Isabella vid Svarta havet. Cabernet sauvignon är ganska vanlig i t.ex. Bolnisi.

## Vindistrikt

Kachetien ligger i östligaste Georgien.

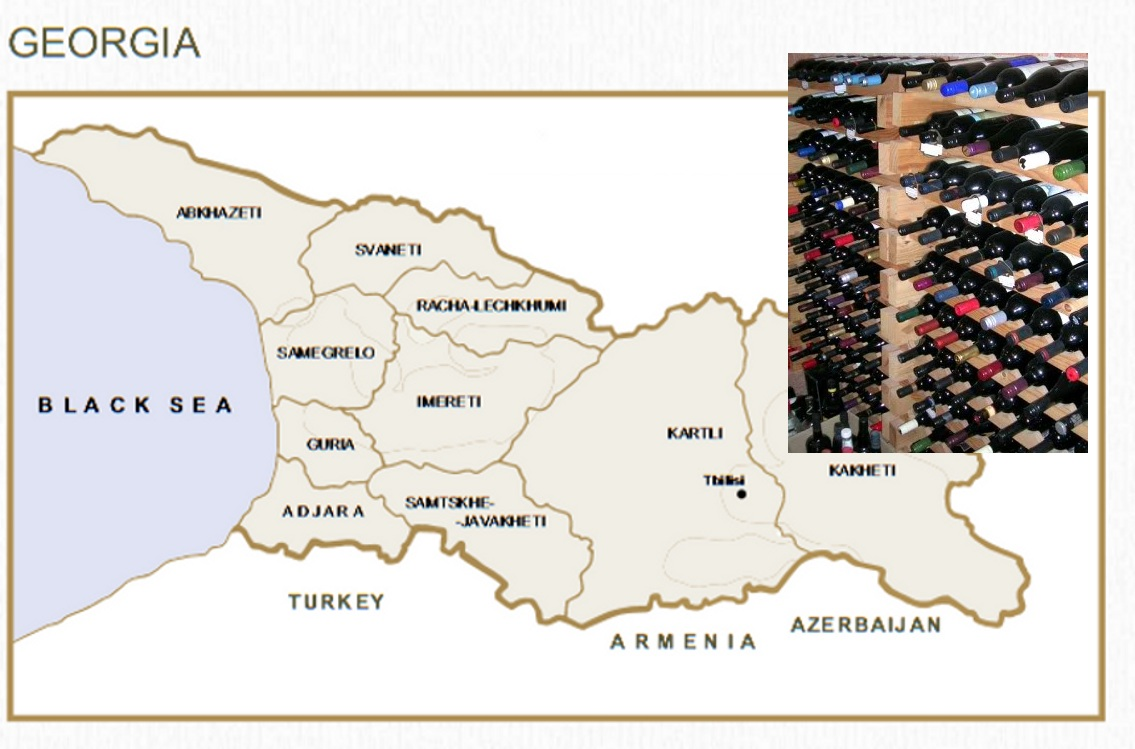
Här ser vi vinregionerna i den kanske vanligaste indelningen.

Det finns olika sätt att indela Georgien. Vissa brukar ange fem till sex vindistrikt. Dessa är Kachetien, Inre Kartlien och Nedre Kartlien, Imeretien, Racha-Lechkhumi och Nedre Svanetien och Svarta havszonen (Megrelien, Gurien och Adzjarien). Andra använder åtta eller nio, ibland tio vindistrikt.  Den administrativa indelningen är en helt annan. Dessutom finns s.k. mikroregioner som Teliani och Alazani. Alazani är också en dal och ett vattendrag i Kachetien. Kachetien, eller Kakheti, är det dominerande vindistriktet med omkring 75 procent av volymen.

## Viner
Enligt mångtusenårig tradition macereras många av de georgiska vinerna aningen längre än vad som är brukligt i viner av fransk stil. Detta ger de vita vinerna en djup bärnstenslyster, stora aromer och mycket strama tanniner - någonting som står i skarp kontrast till de halvsöta viner man ofta associerar forna sovjetstater med. Det är denna typ av vin som kallas orangevin. Efter Sovjetunionens fall har Georgien moderniserat sin vinproduktion och metoder och teknik har importerats från Västvärlden. Kvalitetskraven har blivit högre och metoder som s.k. "tepåsar" med ekspån, nedsänkta ekstavar, ståltankar och andra moderna grepp används i allt högre utsträckning. Även ekfatslagring är vanligt. Detta är ett resultat av privatisering, förlust av den ryska marknaden och den nya marknadens kvalitetskrav. Det är en utveckling som delas med andra vinländer som tidigare låg bakom järnridån, exempelvis Albanien, Moldavien, Rumänien och Bulgarien. Ett av de mest kända vinerna internationellt och historiskt är Khvanchkara. Det är ett halvsött rött vin från Racha som var Josef Stalins favoritsort. Khvanchkara tillverkas på en blandning av de georgiska druvorna Aleksandrouli och Mujuretuli. Ett annat vin som sticker ut är torr Mukuzani som lagrats på ekfat i två till tre år. Det består av 100% handplockad druva av sorten Saperavi.

## Appellationer
Georgien använder samma standard som EU, d.v.s. PDO (Protected Designation of Origin). Georgien hade 20 områden med skyddad ursprungsmärkning (PDO) år 2020. År 2023 är antalet 24 enligt den ansedda internetplattformen Wein plus. Förmodligen kommer fler nya PDO när kvalitet och organisation blir bättre. Det är ett urgammalt vinland Georgien, men den moderna kvalitetssäkrade EU anpassade vinodlingen är knappt 30 år. Bland de appellationer som kanske utmärker sig särskilt kvalitetsmässigt redan idag finns Tsinandali, Kindzmarauli, Mukuzani och Napareuli i Kachetien samt Khvanchkara och Tvishi i Racha-Lechkhumi. Det är emellertid en fråga om smak och här följer en lista med samtliga.

### Kachetien / Kakheti
- Kakheti PDO - Det är något förvirrande med terminologin här och svenskan ställer till det. Provinsen Kachetien heter och stavas Kakheti på engelska och georgiska კახეთი. (translitterering i anglosaxiska världen Kakheti). Men "Kakheti PDO" inbegriper inte hela provinsen Kakheti/Kachetien eftersom det finns flera andra appellationer i Kachetien. Däremot tillåter Kakheti PDO att druvorna kan vara odlade var som helst i hela provinsen. Det finns alltså inte riktigt någon strikt geografisk begränsning, det är mer som ett varumärke. Vin märkt "Kakheti PDO" är dock alltid en blandning mellan Rkatsiteli och Kakhuri Mtsvane om det inte är märkt "Pirosmani". Ett vin märkt Pirosmani är alltid jäst i rostfria temperaturkontrollerade ståltankar. En röd Pirosmani är gjord av Saperavi, en vit Pirosmani är gjord av en blandning av Tsitska och Tsolikouri.
- Khasmi Saperavi - Som namnet antyder så är det bara viner gjorda på Saperavi eller någon av de 17 varianterna av Saperavi som får märkas med appellationens namn. Således finns också viner av Saperavi budeshuri från denna PDO. Kashmis vin är torra och har hög syra. Khasmi omfattar 887 hektar.
- Manavi - Appellationen omfattar 346 hektar och PDO-vinet är ett kvevrivin bestående av  85% Rkatsiteli med 15% Mtsvane kakhuri. Området är också berömt för varieteten Manavis mtsvane.
- Napareuli - är en 180 hektar stor appellation baserad på Saperavi och här produceras torrt vin. Napareuli PDO har också ett vitt vin som är närmast identiskt med Tsinandalis torra vita.
- Kvareli - omfattar 975 hektar och Saperavi dominerar.
- Kindzmarauli - omfattar 614 hektar och är en PDO som producerar halvsött Saperavi.
- Tsinandali - omfattar 653 hektar. På 1900-talet var Tsinandali det mest respekterade vinet i Georgien. Tsinandali är ett gods med intressant vinhistoria. Trots att Tsinandali producerar flera mycket bra viner är det bara det torra vita som innefattas av kvalitetsmärkningen. Tsinandali indelas i tre olika höjdzoner.
- Teliani - omfattar 60 hektar och är den enda appellationen som accepterar en utländsk druva, nämligen Cabernet sauvignon. Teliani mikrozon omfattar 400 hektar Cabernet sauvignon.
- Vazisubani - omfattar 220 hektar och PDO-vinet har den klassiska blandningen av Rkatsiteli 85% och Mtsvane kakhuri 15%  som görs på europeiskt vis. Vazisubani är också en herrgård som hört till adelssläkten Chavchavadze.
- Mukuzani - omfattar 246 hektar och producerar torra viner på Saperavi. Förr var det en regel att vinerna skulle lagras minst två år på ekfat, men nu är det inte ett krav att de skall åldras på ekfat. De dyraste vinerna från Mukuzani ligger dock på fat från 9 månader upp till två år eller mer. De tillverkas först i kvevri och tappas över på fat. Mukuzani indelas i tre zoner som ligger på olika höjd.
- Akhasheni - producerar halvsöta viner på Saperavi.
- Kotheki - omfattar 200 hektar och där produceras torrt rött på Saperavi och torrt vitt på Rkatsiteli. En onödig PDO utan speciellt vin enligt MW Lisa Granik.[24]
- Gurjaani - omfattar 1151 hektar och ligger i ett område som blir mycket varmt. Området har ett flertal olika jordtyper inklusive bördig svartjord, chernozem, i den mellersta zonen. Gurjaani är indelat i tre zoner med olika elevation. Den övre zonen har humusrik skogsjord och brun lera. Den nedre zonen är för blöt för att producera kvalitetsvin, oavsett jordtyp. De druvor som odlas är Saperavi och Rkatsiteli.
- Kardenakhi - omfattar 350 hektar och ligger på Alazanis högra flodbank. Odlingarna ligger på mellan 350 och 750 meters höjd. Hagel är det största hotet mot vinstockarna här (dock ett problem i hela Kachetien). Vinet som produceras är ett starkvin som förstärks med druvsprit. Druvorna är Rkatsiteli, Kisi, Mtsvane och Khikhvi.
- Tibaani - omfattar 350 hektar och ligger på en kulle ovanför Alazani på 300-350 meters höjd. Där finns fyra olika jordtyper. Tibaani producerar vin enbart på Rkatsiteli.
- Akhmeta - ligger vid Alazani. En nytillkommen PDO. Akhmeta är känt för de gröna druvorna Kisi, Mtsvane och Khikhvi. Odlingarna ligger på 550-600 m höjd.
- Akhoebi - ligger vid Alazani och är en ny PDO.
- Tsarapi - en nytillkommen PDO.

### Kartlien / Kartli
- Bolnisi - är en appellation som är ganska bred i sitt utbud och Bolnisi tillåter röda, vita, orange och rosé. Alla torra. Druvorna är de gröna Rkatsiteli, Chinuri och Goruli mtsvane. Bland de röda tillåts Saperavi, Tavkveri och Shavkapito. Även den lilla lokala sorten Asuretuli shavi är godkänd, men knappt odlad ändå.
- Ateni - omfattar 170 hektar och nästan alla druvor som odlas i området säljs till stora företag med säte på annan plats. Historiskt har här tillverkats det mousserande vita vinet Atenuri, men det görs knappt längre. Några få små producenter försöker återuppliva traditionen och då med druvorna Chinuri, Goruli mtsvane och Budeshuri tetri.

### Imeretien / Imereti
- Sviri - omfattar 220 hektar och skapades som varumärke i Sovjet 1962. Ett vin från Sviri skall vara vitt och torrt. De  enda druvor som är tillåtna är Krakhuna, Tsitska och Tsolikouri men proportionen mellan dessa är inte specificerad. Krakhuna och Tsitska får bära max 6 ton per hektar men Tsolikouri tillåts 7 ton per hektar. Alkoholhalten i ett godkänt vin från Sviri skall ligga mellan 11% och 12,5%.[25]

### Racha-Lechkumi
- Khvanchkara - omfattar 360 hektar. Det halvsöta vinet som produceras görs på Aleksandrouli och Mujuretuli. Vinet är populärt i Ryssland.
- Tvishi - omfattar 150 hektar och endast druvan Tsolikouri. Det halvsöta vinet som produceras är populärt i Ryssland.

### Megrelien / Samegrelo
Megrelien heter på Georgiska Samegrelo och skrivs სამეგრელო. Samegrelo heter det också på engelska.
- Salkhino Ojaleshi - Appellationen omfattar bara 32 hektar (2016) och ligger runt det lilla samhället Martvili. Altituden är max 250 meter över havet och området ligger på vänstra banken av vattendraget Tekhura. Vinet som görs är rött torrt och druvan som används är 100% Ojaleshi.